# Petter Nosa Dahl
Petter Nosa Dahl (Oslo, 22 oktober 2003) is een Noors professioneel voetballer die bij voorkeur als aanvaller speelt. Hij staat onder contract bij de Oostenrijkse eersteklasser Rapid Wien. 

## Statistieken
| Seizoen         | Club            | Competitie      | Competitie | Competitie | Beker | Beker | Europa | Europa | Totaal | Totaal |
| Seizoen         | Club            | Competitie      | Wed.       | Dlp.       | Wed.  | Dlp.  | Wed.   | Dlp.   | Wed.   | Dlp.   |
| --------------- | --------------- | --------------- | ---------- | ---------- | ----- | ----- | ------ | ------ | ------ | ------ |
| 2022            | KFUM Oslo       | 1. divisjon     | 29         | 6          | 1     | 0     | 0      | 0      | 30     | 6      |
| 2023            | FK Bodø/Glimt   | Eliteserien     | 0          | 0          | 0     | 0     | 0      | 0      | 0      | 0      |
| 2023            | → KFUM Oslo     | 1. divisjon     | 13         | 0          | 2     | 0     | 0      | 0      | 15     | 0      |
| 2024            | → KFUM Oslo     | 1. divisjon     | 15         | 6          | 2     | 1     | 0      | 0      | 17     | 7      |
| 2024-25         | KV Mechelen     | Eerste klasse A | 22         | 1          | 1     | 0     | 0      | 0      | 23     | 1      |
| 2025-26         | Rapid Wien      | Bundesliga      | 2          | 2          | 0     | 0     | 4      | 2      | 6      | 4      |
| Carrière totaal | Carrière totaal | Carrière totaal | 81         | 15         | 6     | 1     | 4      | 2      | 90     | 18     |

3 Böckle ·
4 Schöller ·
5 Kerschbaum ·
6 Raux-Yao ·
7 Beljo ·
8 Grgic ·
9 Burgstaller ·
16 Børkeeiet ·
17 Sangaré ·
18 Seidl  ·
20 Ahoussou ·
21 Schaub ·
22 Jansson ·
23 Auer ·
25 Gartler ·
27 Bischof ·
28 Oswald ·
29 Amane ·
45 Hedl ·
47 Gröller ·
48 Wurmbrand ·
49 Radulović ·
50 Orgler ·
51 Göschl ·
55 Cvetković ·
77 Bolla ·
99 Kara ·
Coach: Klauß
· Keeperstrainer: Macho